# 春岡出入口
春岡出入口（はるおかでいりぐち）は、愛知県名古屋市千種区にある名古屋高速道路2号東山線のインターチェンジである。

## 概要
高針JCT方面への入口と同方面からの出口のみを持つハーフインターチェンジである。
春岡入口は名古屋高速2号東山線の全通と同時に開通した。

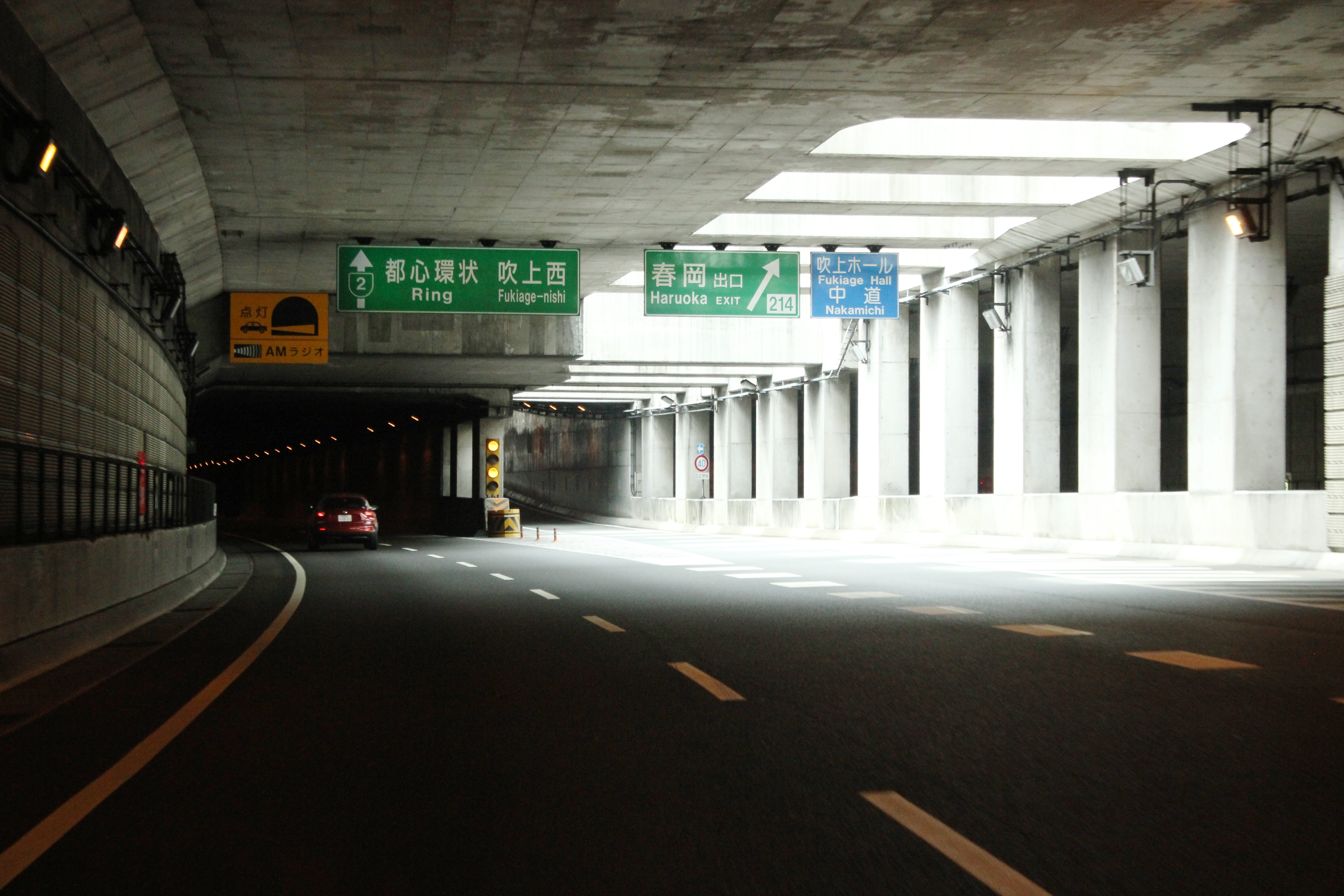
新洲崎JCT方面行き本線の流出路

## 道路
- 名古屋高速2号東山線

## 接続する道路
- 国道153号（出口方面）

## 料金所

### 高針方面
- レーン数：2
  - ETC専用：1
  - 一般：1

## 歴史
- 2001年（平成13年）6月11日：春岡出口開通。
- 2003年（平成15年）3月29日：名古屋高速2号東山線の全線開通と同時に春岡入口開通。

## 利用台数
名古屋市統計年鑑による利用台数の推移
| 2002年（平成14年）度 | 2219台   |  |
| 2003年（平成15年）度 | 218310台 |  |
| 2004年（平成16年）度 | 249015台 |  |
| 2005年（平成17年）度 | 303910台 |  |
| 2006年（平成18年）度 | 336370台 |  |
| 2007年（平成19年）度 | 353771台 |  |
| 2008年（平成20年）度 | 350087台 |  |
| 2009年（平成21年）度 | 358725台 |  |
| 2010年（平成22年）度 | 381058台 |  |
| 2011年（平成23年）度 | 439079台 |  |
| 2012年（平成24年）度 | 478727台 |  |
| 2013年（平成25年）度 | 505657台 |  |

## 隣
名古屋高速2号東山線
(202,212)吹上東出入口/(203,213)吹上西出入口 - (204,214)春岡出入口 - (205,215)四谷出入口